# Philon von Alexandria

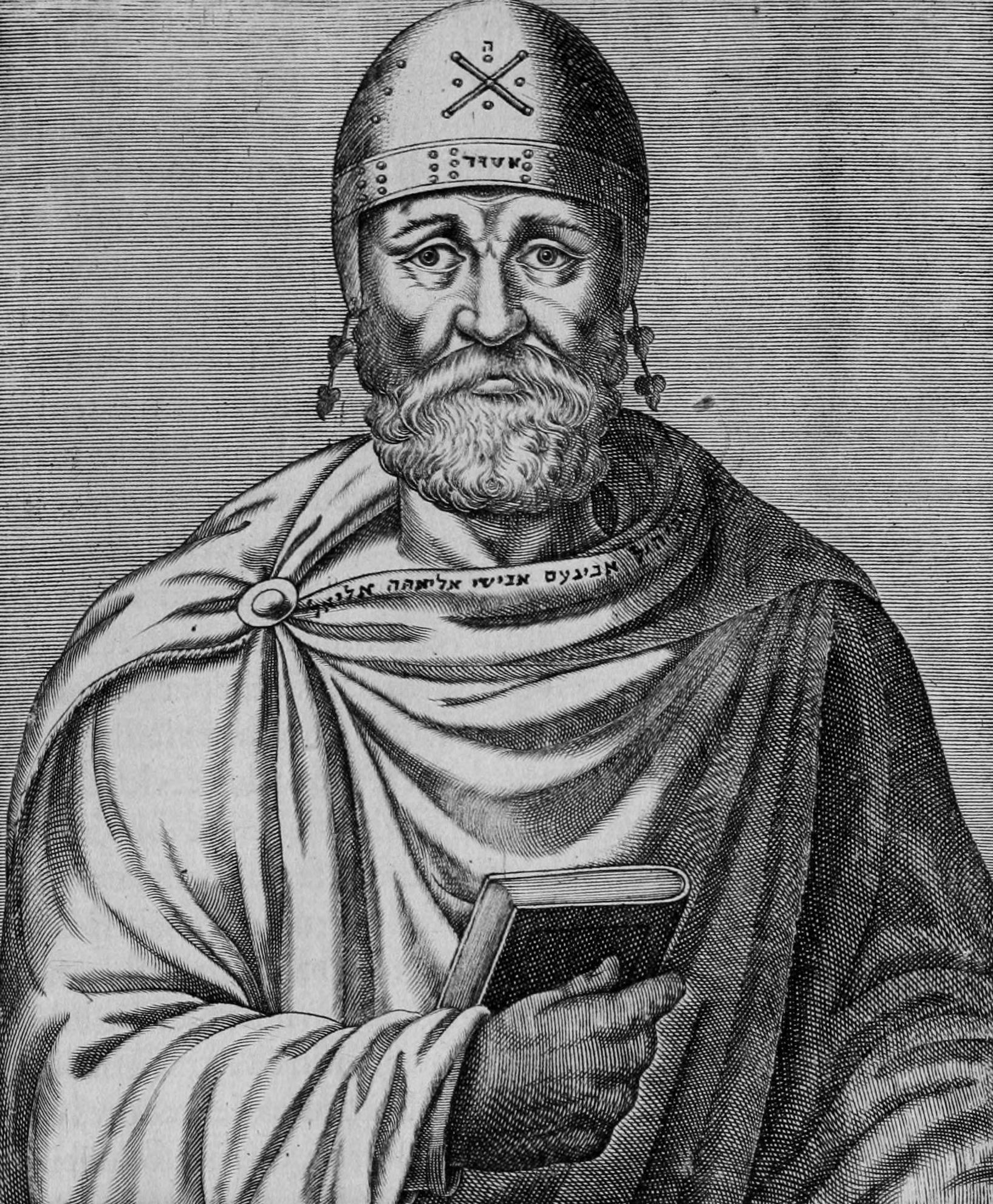
André Thevet: Phantasieporträt Philons, 1584

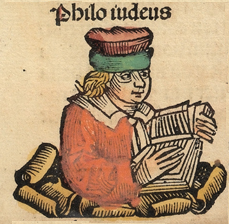
Phantasiedarstellung Philons, Zeichnung in der Schedelschen Chronik

Philon von Alexandria (griechisch Φίλων Phílōn, latinisiert Philo Alexandrinus oder Philo Iudaeus; hebräisch ידידיה הכהן Yedidia (Jedediah) HaCohen; * um 15/10 v. Chr.; † nach 40 n. Chr.) war ein einflussreicher jüdischer Philosoph und Theologe. Er ist der bekannteste Denker des hellenistischen Judentums.

## Leben
Über das Leben Philons ist wenig bekannt. 39/40 nahm er an der Gesandtschaft der alexandrinischen Juden zu Kaiser Caligula teil. Die Rede, die er bei dem Anlass halten wollte, hat er in seiner Schrift Legatio ad Gaium veröffentlicht, zusammen mit einer Erklärung der Umstände. Zu diesem Zeitpunkt war er nach eigener Aussage bereits „ein älterer Mann“. Seine Lebensdaten werden daher auf etwa 20–10 v. Chr. bis 40–50 n. Chr. geschätzt. Philon muss eine hohe Position in der jüdischen Gemeinde von Alexandria innegehabt haben, wie auch seine Teilnahme an der Gesandtschaft zeigt. Flavius Josephus schreibt, Philon werde von der jüdischen Gemeinde „in höchsten Ehren gehalten“ und sei „nicht ungebildet in der Philosophie“ gewesen.

### Familie
Philon stammte aus einer der vornehmsten und reichsten jüdisch-hellenistischen Familien seiner Zeit. Sein Bruder Tiberius Iulius Alexander war römischer Bürger und als Alabarch (d. h. jüdischer Gemeindevorsteher) zuständig für das Eintreiben von Steuern und pflegte gute Beziehungen zu Agrippa I. und zu den Römern. Aus seinem Vermögen soll er die goldenen und silbernen Türbeschläge des Jerusalemer Tempels bezahlt haben. Dessen gleichnamiger Sohn, Philons Neffe, hatte sich offenbar von der jüdischen Religion abgewandt, um eine Karriere in der römischen Administration zu machen. Als Präfekt von Ägypten sorgte er unter Nero 66 n. Chr. für die blutige Niederschlagung des jüdischen Aufstandes und soll 70 n. Chr. auf römischer Seite an der Eroberung Jerusalems beteiligt gewesen sein.

### Vermittlerrolle zwischen Judentum und Hellenismus
Philon kann als ein hervorstechendes Beispiel für die Symbiose aus Judentum und Hellenismus im Diasporajudentum des 1. Jahrhunderts gelten: Einerseits war er in der jüdischen Tradition verwurzelt. Seine Schriften sind primär Auslegung der Tora, wenn auch stark philosophisch durchdrungen. Philon wusste viel vom jüdischen Leben im Tempel, in den Synagogen und in den Häusern zu berichten. Er hatte sicherlich Verbindungen zum palästinischen Judentum, die jedoch mangels direkter Zeugnisse nicht zu rekonstruieren sind. Einmal bemerkte Philon jedenfalls beiläufig, dass er den Gottesdienst im Jerusalemer Tempel besucht hatte (De Providentia II 107). Der Kirchenvater Hieronymus überliefert in Vir Ill 11, dass Philon priesterlicher Herkunft gewesen sein soll. Sollte das stimmen, wird er vielleicht Kontakte zu den Sadduzäern gehabt haben. Denn seine Auslegungen beziehen sich ausschließlich auf die Tora, andere alttestamentliche Schriften, die Nebiim und Ketubim, nahm er kaum zur Kenntnis. Interessant ist, dass Philon wohl kaum Hebräisch konnte: Zwar führt er in seinen Erklärungen häufig „chaldäische“ Etymologien an, aber diese sind meist nicht fundiert. Für die relativ wenigen zutreffenden Etymologien ist anzunehmen, dass Philon Handbücher und Etymologiensammlungen benutzt hat, die in Ägypten seit dem zweiten Jahrhundert nachweisbar sind.
Andererseits war Philon auch sehr von der griechischen Bildung geprägt. Er hat – seinem sozialen Status entsprechend – den hellenistischen Bildungsweg durchlaufen, wie seine Diskussionen der enkyklios paideia zeigen. Griechisch sprach er fehlerfrei. Auch seine Schriften enthalten zahlreiche Zitate und Anspielungen aus der griechischen Literatur. Möglicherweise hatte er Kontakt zu den griechischen Philosophenschulen in Alexandria. Offenbar nahm Philon in hohem Maß am kulturellen und sozialen Leben Alexandrias teil. Philon ging zu Gastmählern (Leg all III 155 f.), besuchte regelmäßig das Theater und hörte Konzerte (Ebr 177, Prob 141), schaute sich das Pankration (Prob 26) und Pferderennen an (Apol Jud bei Eusebius, Praep Ev VII 14.58). An anderer Stelle meint Philon jedoch, dass die städtischen, alle drei Jahre stattfindenden Sportwettkämpfe Beispiele für Konkurrenz und Ausschweifung seien. Darum solle ein Jude die Teilnahme daran möglichst vermeiden, doch wenn er dazu gedrängt werde, solle er auch nicht absagen (Agr 110–121).

## Lehre

### Die allegorische Exegese
Die allegorische Methode Philons stammt aus der griechischen Homer-Interpretation. Philon kennt zwei Schriftsinne: zum einen eine Art von Literalsinn und daneben den allegorischen Sinn. Häufig verwendet er beide Auslegungen nebeneinander, bevorzugt aber die philosophische, allegorische Methode.
Den von Mose verfassten Pentateuch (in seiner griechischen Septuaginta-Fassung) stellt Philon seinen Zeitgenossen als die „höchste Philosophie“ vor. Von Mose hätten später alle führenden griechischen Philosophen gelernt. Um die Philosophie des Mose zu erklären, bedient sich Philo der allegorischen Interpretation, die damit nicht nur eine innerjüdisch-erbauliche, sondern auch eine apologetische Funktion erfüllt. Mit der allegorischen Interpretation kann Philo „beweisen“, dass Mose nicht nur banale Handlungen der Erzväter erzählen wollte (Somn I 39), sondern sie in Wirklichkeit als Vorbilder für Tugenden dienen sollen. Adam steht für das Denken (nous), Eva für die Wahrnehmung (aisthesis). Der Garten Eden steht für die höchste Freude, die Schlange für die Begierde. Kain symbolisiere den Sophisten, Abel die Frömmigkeit. Jakob verkörpere die Übung des Asketen, Esau die Dummheit. Die Gestalt des Abraham symbolisiere die Tugend des Lernens, die Lernfähigkeit usw.
Das wesentliche Merkmal von Philons allegorischer Exegese besteht also darin, in den Gestalten und Ereignissen der Schrift ein Tertium Comparationis zu finden (z. B. die einzelnen Tugenden), das allgemeiner ist als die einzelnen Geschichten und mit dem Ziel der Anwendung auf die Gegenwart bezogen werden kann. „Das ‚Allgemeine‘ zu erkennen, das sich im ‚Besonderen‘ der heiligen Schrift offenbart, ist das systematische Ziel Philons von Alexandrien bei seinen Erklärungen des Alten Testaments“.
Philon konnte allerdings auch darauf bestehen, dass die Vorschriften des Pentateuch nicht nur allegorisch zu deuten seien, sondern tatsächlich befolgt werden müssten. Aufgrund seiner Verantwortung in der alexandrinischen jüdischen Gemeinde war dieser Aspekt ebenfalls wichtig.

### Theologie und Philosophie
Eine systematische Darstellung der philosophischen Gedanken Philons ist kaum zu erstellen. Er streut die Gedanken vor allem im Laufe seiner Exegesen ein, seine Philosophie ist nicht aus einem Guss und enthält manche Inkonsistenz. Philo wurde durch die mittlere Stoa sowie den mittleren Platonismus beeinflusst, wobei er vereinzelt auch Einflüsse durch den Neupythagoräismus zeigt. Anleihen an Aristoteles kommen nur vereinzelt vor, meist äußert er sich kritisch zu ihm. Immer wieder wird deutlich, dass Philo die griechische Philosophie mit der jüdischen Theologie in Einklang zu bringen versuchte.

#### Gott und die Welt

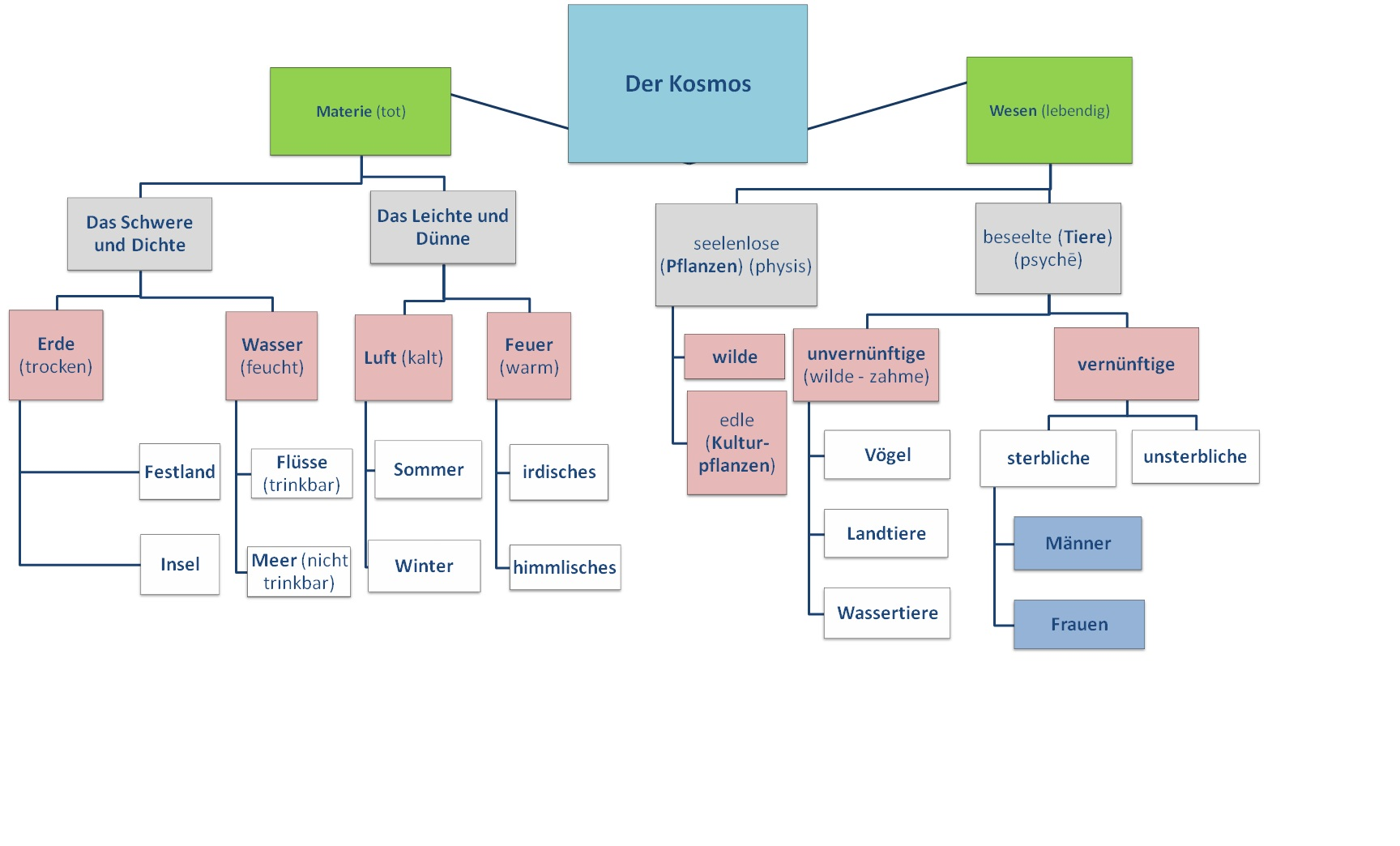
Die Einteilung des kosmos aisthetos bei Philon

Philon vertritt die völlige Trennung – nicht nur die Unterscheidung – von rein geistiger Welt (kosmos noêtos) und sinnlich wahrnehmbarer Welt (kosmos aisthetos). Die Trennlinie wird von Philon so streng gezogen, dass ihm Gotteserscheinungen im biblischen Sinn unmöglich erscheinen. Da Gleiches nur durch Gleiches erkannt werden könne, sei eine wirkliche Erkenntnis Gottes für den Menschen unmöglich. Das jüdische Konzept der Selbstoffenbarung Gottes rückt bei Philon in den Hintergrund. Ausgehend von dieser Trennung sucht Philon nach einer Antwort auf die Frage, wie dennoch die Vermittlung zwischen Gott und Welt geschehen kann. Philos Lösung: Wir können zwar nie das Sein selbst, also Gott, wahrnehmen, aber doch seine Kräfte (dynameis). Diese Kräfte sind biblisch auch durch die Gottesnamen theos und kyrios ausgedrückt. Obwohl die Kräfte eigentlich ohne Zahl seien, nennt Philon meistens drei oder auch sechs. Seine Dreizahl der Kräfte Gottes wurde bei der Ausformulierung der christlichen Trinitätslehre aufgegriffen. Die Trias besteht bei Philon meistens aus Gottes Güte und Autorität, die beide durch Gottes Logos zusammengehalten werden. Der Logos ist der Aspekt Gottes, der in Beziehung zur geschaffenen Welt steht; manchmal wird er jedoch auch als eigene Hypostase behandelt und bisweilen sogar deuteros theos (zweiter Gott) genannt. Die Kräfte Gottes, mit denen er in der Welt wirkt, identifiziert Philon dann auch mit den Engeln der Bibel sowie mit den daimones der griechischen Philosophie.
In Philons Versuch einer Verbindung jüdischer Theologie mit griechischer Philosophie bleiben jedoch einige Unklarheiten:
- In der Charakterisierung des Seienden (Gott selbst) schwankt Philon zwischen dem philosophischen Gottesbegriff to on (das Seiende) und dem – von ihm bevorzugten – biblischen ho ôn (der Seiende; aus Exodus 3,14 LXX). „Zwischen dem persönlichen Gott der Bibel und dem wirkenden Prinzip des sog. philosophischen Monotheismus klafft eine Lücke, die so nie wirklich in Philos Blick kommt.“[5] Obwohl sich über den Seienden nach Philo eigentlich keine Aussagen machen ließen, bezeichnet Philo ihn doch – biblisch – mehrmals als gut und den Ursprung alles Guten.
- Auch die Lehre von den Vermittlungsinstanzen bleibt letztlich unklar. Einerseits werden die logoi oder dynameis als Gottes Ideen (platonisch) oder Gottes Wirkkräfte (stoisch) vorgestellt, an anderen Stellen wiederum erscheinen sie aber dann als eigenständige Hypostasen, insbesondere wenn Philon sie mit Engeln identifiziert (jüdisch). Auch der eine Logos hat an dieser Ambivalenz Anteil: Er ist die Idee, die alle anderen Ideen einschließt, die Kraft, die alle anderen Kräfte umfasst; und andererseits wird er von Philon auch sehr personal gezeichnet als der Erzengel, der die Offenbarungen Gottes weitergibt (Leg all III 62; Conf 28; Somn I 41; Her 42 u. a.), oder als der Hohepriester, der für die Menschen bei Gott einsteht (Gig 11, Migr 18, Fug 20, Her 42, Vit Mos II 26). Ob der Logos eine Eigenschaft Gottes oder eine Person ist, bleibt ungelöst. „The Logos as mediator must be both distinct from both parties, and yet also be in some way like both parties, and this contradiction is unresolved.“[6]

#### Erlösung
In ähnlicher Weise wie Platon schätzt Philon die irdische Stofflichkeit gering. Der menschliche Körper ist auch für ihn das Gefängnis der Seele (desmôtêrion: Ebr 26; Leg all III 14, Migr 2), der Leichnam, mit dem sich die Seele herumschleppt (Leg all III 22, Gig 3, Agr 5), das Grab, aus dem sie zu neuem Leben erwachen wird (Leg all I 33). Diese Vorstellung wird mit der biblischen Sündenlehre verbunden. Die Sünde ist dem Menschen angeboren, und auch der beste Mensch ist nicht frei von Sünde (Vit Mos II 29, Mut 6). Das Ziel ist darum – ganz griechisch gedacht – die Befreiung der Seele. Die Befreiung der Seele geschieht jedoch nicht als Wiedervereinigung des partiellen menschlichen Logos mit dem allgemeinen, wie sie die Stoa lehrt, sondern Philon versucht auch in diesem Punkt eine Synthese mit der jüdischen Tradition: Die Befreiung der Seele führt bei ihm nicht zur reunificatio, sondern zur Gottesschau. Diese Befreiung vollzieht sich als Entkörperlichung, wodurch die Seele in einen rein geistigen Bereich gelangen kann, in der ihr die Gottesschau möglich wird. Auch der Name Israel wird erklärt als „der, der Gott sieht“ (jisra-el). Die Aussage, dass Philon ein Mystiker gewesen sei, ist jedoch kaum haltbar. Zwar geht es Philon darum, Gott zu schauen, doch Philo kennt keine unio mystica, weil Gott für ihn sozusagen „der ganz Andere“ ist, mit dem die menschliche Seele nicht vereinigt werden kann. Eine reunificatio des menschlichen Logos mit dem allgemeinen Logos ist für Philo nicht möglich.

#### Ethik
Wie also gelangt man nach Philon zur Gottesschau? Der rechte Weg zu Gott führt über das tugendhafte Leben, über die Ethik. Jüdischerseits kann man hier an die Erfüllung des mosaischen Gesetzes denken, doch Philon betont auch – gemäß dem stoischen Apathie-Ideal – die Auslöschung von Begierde und Leidenschaft als das höchste Ziel (Leg all III 11, 45). Wie die Stoiker fordert er die Freiheit von Gefühlen und ein einfaches Leben, verbunden mit dem Ideal einer „allgemeinen Menschenliebe“. Allerdings kann es der Mensch nicht aus eigener Kraft schaffen, tugendhaft zu leben. Gott legt die Tugenden in die Seele eines Menschen, und wer sich Gott ganz hingibt, könne die Vollkommenheit erreichen. Diese Gottesschau ist nach Philon tatsächlich auch im irdischen Leben möglich.

#### Philon und die Frauen
Über Philos Einstellung zu Frauen im privaten Leben ist nicht viel bekannt, jedoch ist anzunehmen, dass er eher zu konservativ-patriarchalen Einstellungen neigte. Im philosophischen Kontext ist für Philo „das Weibliche“ Symbol für das Irdisch-Leibliche, das es zu überwinden gilt. Im Hintergrund der Wahrnehmung von Frauen steht ein tiefsitzendes Bluttabu, das vermutlich aus alttestamentlichen Reinheitsvorschriften (Lev 15,19–30) abgeleitet ist. Die Begierden, die der Weise auf seinem Weg zur Gottesschau zu überwinden hat, sind für Philo „weiblich“, der Weg zur Erlösung ist deshalb auch ein Prozess der „Vermännlichung“. Die ideale Frau ist bei Philo die Jungfrau, womit er Frauen vor und nach der Regelblutung meint. Die Jungfrau, die nicht durch die Blutung befleckt ist und auch keinen Geschlechtsverkehr mit einem menschlichen Mann hat, ist in Philos Denken das Ideal der „vermännlichten“ Frau. In seiner Bibelauslegung deutet er die Patriarchenfrauen (z. B. Sarah, die Frau des Abraham) als Jungfrauen, die ihre Nachkommen nicht durch Geschlechtsverkehr mit ihren Männern, sondern allein von Gott empfingen. Als Jungfrauen können die Patriarchenfrauen dann zur Allegorie für die menschliche Seele werden. Die Seele, die sich von allen irdisch-leiblichen Begierden freimacht, kann als reine Jungfrau zur Braut des göttlichen Logos werden und von ihm die Tugenden als Frucht der göttlichen Liebe empfangen. Dass es hier nicht nur um Symbolik geht, zeigt Philo in seiner Schrift über die ‚ideale jüdische Gemeinde‘ der „Therapeuten“, in der er (De Vita Contemplativa 68) über deren weibliche Mitglieder vorträgt, dass sie die Freuden des Leibes ablehnen und keine leibliche Nachkommenschaft anstreben. Dafür werden sie von Gott mit dem Weisheit-Logos beschenkt, der die Tugenden als unsterbliche Nachkommen der Seele hervorbringt.

## Rezeption
Jüdischerseits verschwand Philon sehr bald aus dem kulturellen Gedächtnis. Das mag damit zusammenhängen, dass die rabbinischen Autoritäten, die später prägend geworden sind, kaum Interesse am hellenistischen Judentum hatten, aber auch mit dem abrupten Untergang des hellenistischen Judentums selbst infolge des Aufstandes der Juden gegen Trajan und dessen Niederschlagung in den Jahren 115–117.
Christlicherseits hat Philon dagegen eine große Wirkung entfaltet – seine Schriften sind von der christlichen Kirche überliefert. Clemens von Alexandria nimmt in den Stromateis sehr ausführlich auf ihn Bezug. Eusebius erörtert die Frage nach den Therapeuten in Philons Vita Contemplativa und zitiert aus verlorenen Schriften Philons in der Praeparatio Evangelica. Auch Origenes, Gregor von Nyssa, Ambrosius von Mailand, Hieronymus und Augustinus hatten ihm vieles zu verdanken, besonders die allegorische Bibelauslegung. Philons Logosbegriff konnte für die Christologie ausgewertet werden, seine triadische Struktur der Kräfte Gottes für die Trinitätslehre. Durch seine Beliebtheit bei den frühen christlichen Literaten wurde Philo quasi zum Kirchenvater honoris causa (D. T. Runia). Von manchen griechischen Katenenhandschriften wurde Philon tatsächlich als Bischof angesehen.
Martin Luther erwähnt Philon in seiner Spätschrift Von den Jüden und i(h)ren Lügen (1543) namentlich in Bezug darauf, dass „solch Geschrei vom geborenen Christus“ um Bethlehem zur Zeit des Herodes, um der Juden Anhang zu gewinnen, erschollen war.
In der jüdischen Forschung wird Philon erst seit dem 19. Jahrhundert in größerem Umfang rezipiert. Dem emanzipierten Judentum diente Philo als Beleg dafür, dass weltliche, klassische Bildung und die Treue zum Glauben der Väter durchaus vereinbar sein können.

## Werke
Philon war ein sehr produktiver Autor. Fast 50 Schriften von ihm sind überliefert, manche auch nur in lateinischer oder armenischer Übersetzung. Mindestens 20 bis 25 weitere sind verloren, wie man aus der Liste der philonischen Schriften bei Eus, H.E. II 18,1–8, sowie aus Philons eigenen Querverweisen ersehen kann.

### Exegetische Schriften
- Vit Mos: De vita Moysis (zwei Bücher) (einleitendes biografisch orientiertes Werk über Mose als Gesetzgeber, Priester und Prophet)
- Op: De opificio mundi (Auslegung von Gen 1–3: kosmologische Begründung des Gesetzes)
- Abr: De Abrahamo (die Erzväter als leibhaftiges ungeschriebenes Gesetz)
- Jos: De Iosepho (Josef als Vorbild eines Politikers)
- Dec: De decalogo (allgemeine Erläuterung des Gesetzes)
- Spec Leg: De specialibus legibus (vier Bücher) (spezielle Erläuterung des Gesetzes: Bd. 1: Beschneidung, Priester, Opfer; Bd. 2: Sabbat, Elterngebot; Bd. 3: Ehebruch, Mord; Bd. 4: Begehren [8.–10. Gebot])
- Virt: De virtutibus (Tugenden wie Mut, Menschenfreundlichkeit und Buße)
- Praem: De praemiis et poenis. De benedictionibus et exsecrationibus (Tugend wird belohnt, Missetat bestraft)

Allegorischer Kommentar zur Genesis (19 Abhandlungen, die Gen 2–17 versweise kommentieren)
- Leg All: Legum allegoriae (3 Bücher) (Buch 1: Gen 2,1–17; Buch 2: Gen 2,18–3,1a; Buch 3: Gen 3,8b–19)
- Cher: De Cherubim (Gen 3,24; 4,1)
- Sacr: De sacrificiis Abelis et Caini (Gen 4,2–4)
- Det: Quod deterius potiori insidiari soleat (Gen 4,8–15)
- Post: De posteritate Caini (Gen 4,16–25)
- Gig: De gigantibus (Gen 6,1–4)
- Imm: Quod Deus immutabilis sit (Gen 6,4–12)
- Agr: De agricultura (Gen 9,20a)
- Plant: De plantatione (Gen 9,20b)
- Ebr: De ebrietate (Gen 9,21)
- Sobr: De sobrietate (Gen 9,24–27)
- Conf: De confusione linguarum (Gen 11,1–9)
- Migr: De migratione Abrahami (Gen 12,1–6)
- Heres: Quis divinarum rerum heres sit (Gen 15,2–18)
- Congr: De congressu eruditionis gratia (Gen 16,1–6)
- Fuga: De fuga et inventione (Gen 16,6–14)
- Mut: De mutatione nominum (Gen 17,1–22)
- De Deo (nur auf Armenisch erhalten) (Gen 18,2)
- Somn: De somniis (fünf Bücher, davon zwei erhalten) (Träume in Gen 28, 12 ff; 31, 11 ff.; 37; 40 f.)
- Quaest in Gen: Quaestiones et Solutiones in Genesim (Einzelprobleme der Auslegung im Frage-Antwort-Schema)
- Quaest in Ex: Quaestiones et Solutiones in Exodum (dito)

### Historische und apologetische Werke
- Flacc: In Flaccum (Judenverfolgung in Alexandria unter Flaccus)
- Leg Gai: Legatio ad Gaium (Judenverfolgung in Alexandria und Gesandtschaft nach Rom 39/40 n. Chr.)
- Vit Cont: De vita contemplativa (Beschreibung der jüdischen Gemeinschaft der Therapeuten in der Nähe von Alexandria)
- Apol Jud: Apologia pro Iudaeis/Hypothetica (Beschreibung von Herkunft, Sitten und Gesetzen der Juden)[10]

### Philosophische Schriften
- Prob: Quod omnis probus liber sit (stoische Diskussion über die Freiheit des Menschen)
- Aet: De aeternitate mundi (Verteidigung der Unzerstörbarkeit des Kosmos)
- Prov: De providentia (zwei Bücher) (stoischer Dialog über die Vorsehung)
- De animalibus (armenisch überliefert; Dialog mit Alexander, ob Tiere Vernunft haben)

### Werkübersicht
Die alphabetisch geordnete Übersicht listet die lateinischen, deutschen und englischen Werktitel sowie die Abkürzungen nach gängigen Abkürzungsverzeichnissen auf.
| Lateinischer Titel                     | Deutscher Titel                                                   | Englischer Titel                          | RGG⁴   | ThWNT        | Studia Philonica Annual |
| -------------------------------------- | ----------------------------------------------------------------- | ----------------------------------------- | ------ | ------------ | ----------------------- |
| Apologia pro Judaeis                   | Verteidigung der Juden                                            | Hypothetica: Apology for the Jews         | apol.  | ?            | Hypoth.                 |
| De Abrahamo                            | Über Abraham                                                      | On Abraham                                | Abr.   | Abr          | Abr.                    |
| De aeternitate mundi                   | Über die Ewigkeit der Welt                                        | On the Eternity of the World              | aet.   | Aet Mund     | Aet.                    |
| De agricultura                         | Über die Landwirtschaft                                           | On Husbandry                              | agr.   | Agric        | Agr.                    |
| De animalibus                          | Über die Tiere                                                    |                                           | anim.  | ?            | Anim.                   |
| De Cherubim                            | Über die Cherubim                                                 | On the Cherubim                           | Cher.  | Cher         | Cher.                   |
| De confusione linguarum                | Über die Verwirrung der Sprachen                                  | On the Confusion of Tongues               | conf.  | Conf Ling    | Conf.                   |
| De congressu eruditionis gratia        | Über das Zusammenleben der Allgemeinbildung wegen                 | On Mating with the Preliminary Studies    | congr. | Congr        | Congr.                  |
| De decalogo                            | Über den Dekalog                                                  | The Decalogue                             | decal. | Decal        | Decal.                  |
| De ebrietate                           | Über den Rausch                                                   | On Drunkenness                            | ebr.   | Ebr          | Ebr.                    |
| De fuga et inventione                  | Über Flucht und Erfindung                                         | On Flight and Finding                     | ?      | Fug          | Fug.                    |
| De gigantibus                          | Über die Riesen                                                   | On the Giants                             | gig.   | Gig          | Gig.                    |
| De Josepho                             | Über Joseph                                                       | On Joseph                                 | Jos.   | Jos          | Ios.                    |
| De migratione Abrahami                 | Über die Wanderung Abrahams                                       | On the Migration of Abraham               | migr.  | Migr Abr     | Migr.                   |
| De mutatione nominum                   | Über den Wandel der Namen                                         | On the Change of Names                    | mut.   | Mut Nom      | Mut.                    |
| De opificio mundi                      | Über die Schöpfung der Welt                                       | On the creation                           | opif.  | Op Mund      | Opif.                   |
| De plantatione                         | Über die Pflanzung (Noahs)                                        | Concerning Noah's Work as a Planter       | plant. | Plant        | Plant.                  |
| De posteritate Caini                   | Über die Nachkommen Kains                                         | On the Posterity of Cain and His Exile    | post.  | Poster C     | Post.                   |
| De praemiis et poenis                  | Über Belohnungen und Strafen                                      | On Rewards and Punishments                | praem. | Praem Poen   | Praem.                  |
| De providentia                         | Über Vorsehung                                                    | On Providence I II                        | prov.  | ?            | Prov.                   |
| De sacrificiis Abelis et Caini         | Über die Opfer Abels und Kains                                    | On the Birth of Abel                      | sacr.  | Sacr AC      | Sacr.                   |
| De sobrietate                          | Über die Nüchternheit                                             | On Sobriety                               | sobr.  | Sobr         | Sobr.                   |
| De somniis                             | Über Träume                                                       | On Dreams I-II                            | somn.  | Som          | Somn.                   |
| De specialibus legibus                 | Über die Einzelgesetze                                            | The Special Laws I II III IV              | spec.  | Spec Leg     | Spec.                   |
| De virtutibus                          | Über die Tugenden                                                 | On the Virtues                            | virt.  | Virt         | Virt.                   |
| De vita contemplativa                  | Über das kontemplative Leben                                      | On the Contemplative Life                 | cont.  | Vit Cont     | Contempl.               |
| De vita Mosis                          | Über das Leben Moses                                              | On the Life of Moses I II                 | Mos.   | Vit Mos      | Mos.                    |
| In Flaccum                             | Gegen Flaccus                                                     | Flaccus                                   | Flacc. | Flacc        | Flacc.                  |
| Legatio ad Gajum                       | Gesandtschaft an Gajus                                            | On the Embassy to Gaius                   | legat. | Leg Gaj      | Legat.                  |
| Legum allegoriae                       | Allegorische Erklärung der Gesetze                                | Allegorical Interpretation I II III       | LA     | Leg All      | Leg.                    |
| Quaestiones in Exodum                  | Fragen zu Exodus                                                  | Questions and Answers on Exodus           | QE     | Quaest in Ex | QE                      |
| Quaestiones in Genesim                 | Fragen zur Genesis                                                | Questions and Answers on Genesis I II III | QG     | Quaest in Gn | QG                      |
| Quis rerum divinarum heres sit         | Über den Erben des Göttlichen                                     | Who is the Heir of Divine Things          | her.   | Rer Div Her  | Her.                    |
| Quod deterius potiori insidiari soleat | Über die Nachstellungen die das Schlechtere dem Besseren bereitet | Worse is Wont to Attack Better            | det.   | Det Pot Ins  | Det.                    |
| Quod Deus sit immutabilis              | Über die Unveränderlichkeit Gottes                                | On the Unchangableness of God             | Deus   | Deus Imm     | Deus                    |
| Quod omnis probus liber sit            | Über die Freiheit des Tüchtigen                                   | Every Good Man is Free                    | prob.  | Omn Prob Lib | Prob.                   |

## Textausgaben und Übersetzungen
- Leopold Cohn, Paul Wendland, Siegfried Reiter (Hrsg.): Philonis Alexandrini opera quae supersunt. 7 Bände. Reimer, Berlin 1896–1930 (unveränderter Nachdruck: de Gruyter, Berlin 1962–1963; Standardausgabe des griechischen Textes).
- Leopold Cohn, Isaak Heinemann, Maximilian Adler, Willy Theiler (Hrsg.): Die Werke Philos von Alexandria  in deutscher Übersetzung (Band 1 – 6 = Schriften der jüdisch-hellenistischen Literatur in deutscher Übersetzung. 1. – 6. Band): Digitalisate: Band 1 – 5: M. und H. Marcus, Breslau 1909 – 1929, Band 6: Jüdischer Buchverlag Stefan Münz, Breslau 1938, Band 7: (Mit einem Sachweiser zu Philo) de Gruyter, Berlin 1964; Nachdrucke Band 1 – 6 = 2. Auflage: de Gruyter, Berlin 1964; auf de Gruyter (einzige deutsche, nahezu vollständige Ausgabe der Schriften Philons).
- Francis Henry Colson, George Herbert Whitaker (Hrsg.): Philo. In Ten Volumes (= Loeb Classical Library 226, 227, 247, 261, 275, 289, 320, 341, 363, 379, ZDB-ID 412059-0). 10 Bände. Heinemann  u. a., London u. a. 1929–1962 (zahlreiche Nachdrucke); 2 Bände Supplement (= Loeb Classical Library 380, 401), hrsg. von Ralph Marcus. Heinemann  u. a., London u. a. 1953 (griechisch und englisch).
- Roger Arnaldez, Claude Mondésert, Jean Pouilloux (Hrsg.): Les œuvres de Philon d'Alexandrie. 37 Bände. Éditions du Cerf, Paris 1961 ff. (griechisch und französisch)

Lateinische und armenische Versionen
- Françoise Petit: L'ancienne version latine des Questions sur la Genèse de Philon d'Alexandrie (= Texte und Untersuchungen zur Geschichte der altchristlichen Literatur Bd. 113–114, ISSN 0082-3589). 2 Bände (Bd. 1: Edition critique, Bd. 2: Commentaire). Akademie-Verlag, Berlin 1973.
- James R. Royse: The Spurious Texts of Philo of Alexandria. A Study of Textual Transmission and Corruption with Indexes to the Major Collections of the Greek Fragments (= Arbeiten zur Literatur und Geschichte des hellenistischen Judentums Bd. 22). Brill, Leiden u. a. 1991, ISBN 90-04-09511-X.
- Folker Siegert: Der armenische Philon – Textbestand, Editionen, Forschungsgeschichte. In: Zeitschrift für Kirchengeschichte Bd. 100, 1989, ISSN 0044-2925, S. 353–369.
- Folker Siegert: Philon von Alexandrien. Über die Gottesbezeichnung „wohltätig verzehrendes Feuer“ (De Deo). Rückübersetzung des Fragments aus dem Armenischen, deutsche Übersetzung und Kommentar (= Wissenschaftliche Untersuchungen zum Neuen Testament Bd. 46). Mohr, Tübingen 1988, ISBN 3-16-145234-8.
- Abraham Terian: Philonis Alexandrini de Animalibus. The Armenian Text with an Introduction, Translation, and Commentary (= Studies in Hellenistic Judaism Bd. 1). Scholars Press, Chico (CA) 1981, ISBN 0-89130-472-X (zugleich: Basel, Universität, Dissertation, 1979).